# Sailor Saturn
Pour les articles homonymes, voir Olivia Williams et Williams.
Sailor Saturn (セーラーサターン, Sērā Satān) est un personnage de fiction et protagoniste de la franchise Sailor Moon créée par Naoko Takeuchi. Guerrière Sailor taboue depuis 10 000 ans, Sailor Saturn s'est finalement réincarnée au XXe siècle sous les traits de Hotaru Tomoe (土萠 ほたる, Tomoe Hotaru), une jeune fille de treize ans.

## Biographie

### Contexte du récit

Symbole de Sailor Saturn.

Sailor Saturn (セーラーサターン, Sērā Satān, « Sailor Saturne » dans certaines traductions françaises) est une guerrière Sailor qui n'est pas censée être réveillée, sauf en cas de grave conflit. En effet, ses pouvoirs sont immenses : elle peut raser des planètes et des systèmes solaires entiers. Son réveil préfigure le temps du silence, de la destruction, puis de la renaissance. Sailor Saturn possède une grande lance, le Silence Glaive, qui lui sert à lancer ses attaques. Jusqu'à l’invasion du Silver Millenium par Queen Beryl et Metallia, il y  a 10 000 ans, Sailor Saturn était endormie dans son château, le Titan Castle, flottant en orbite autour de sa planète (Saturne). La mort des Sélénites a provoqué la résonance des trois talismans détenus par les guerrières Sailors du système solaire externe : la Space Sword de Sailor Uranus, le Deep Aqua Mirror de Sailor Neptune et le Garnet Rod de Sailor Pluto. Sailor Saturn s'est alors éveillée et a abattu son Silence Glaive sur le système solaire, provoquant la mort de tous ses habitants, puis la renaissance de l'humanité tout entière. Un nouveau cycle commence alors.

### Hotaru Tomoe

cosplay de Sailor Saturne

Hotaru Tomoe (Olivia Williams dans certaines traductions françaises) est une écolière japonaise solitaire marquée par des crises étranges et des capacités surnaturelles qui l’isolent socialement. Ces comportements sont dus à une entité maléfique qu’elle héberge depuis l’âge de cinq ans. Elle est la fille du professeur Tomoé qui travaille sur l'espace-temps et ouvre accidentellement un passage interdimensionnel qui permet à une entité maléfique de s'engouffrer dans la brèche. À la suite de cet incident qui tue sa mère et la blesse grièvement, son père reconstruit son corps de manière cybernétique en concluant un pacte avec l'entité. En tant que renaissance de Sailor Saturne (et non réincarnation), Hotaru abrite alors également une seconde entité, Mistress Nine,,,,.
En tant que Sailor Saturn, elle incarne la destruction et le renouveau, défiant les stéréotypes de fragilité associés aux jeunes filles. Son arme emblématique, la Silence Glaive, surnommée "la faux de la déesse de la mort", est un symbole de sa puissance. Le simple fait d’abaisser sa pointe suffit à provoquer la ruine du monde, sans incantation nécessaire. Son rôle est de nettoyer l'univers de tout mal par la destruction, ce qui va à l'encontre des actions des autres guerrières Sailors. Sailor Neptune, Sailor Pluto et Sailor Uranus interviennent à son encontre avant qu'elle ne réveille ses pouvoirs afin d'éviter une catastrophe. Elles la voient comme une menace mortelle alors que Sailor Moon tente de la protéger. En effet, Sailor Saturn est alors dominée par Mistress Nine, sa seconde entité, et tente de restaurer Pharaoh 90. Sailor Moon réunit les trois talismans des guerrières du système solaire externe afin de constituer le Graal qui lui permet de se transformer en Super Sailor Moon. Grâce à cela, elle parvient à éveiller Salor Saturn qui reprend le contrôle de son corps et effectue une renaissance pour reprendre la forme d'une jeune fille.
Durant sa vie, Hotaru Tomoe se bat contre des troubles de la personnalité provoqués par ces entités et s'efforce de préserver le contrôle sur son corps. Cependant, cette bataille est perdue d'avance et se conclue à la fin de la saison par son sacrifice afin de protéger les âmes des différentes guerrières Sailor,.
Après sa résurrection en enfant, Sailor Saturn évolue et ne se destine plus uniquement à la destruction. Elle devient une protectrice des réincarnations de Princess Serenity et Prince Endymion, à savoir Sailor Moon et Tuxedo Mask. Cette évolution dévoile que le rôle de Sailor Saturn est associé à la destruction et à la renaissance. Durant le quatrième arc, elle intervient de nouveau aux côtés des guerrières Sailor afin de contrer les ambitions de conquêtes de l'organisation de la Lune Noire.

## Conception
Comme pour les autres guerrières Sailor, le nom du personnage Hotaru Tomoe ainsi que le choix de sa planète ont une signification. Le premier kanji de Tomoe est également le même que celui de Dosei, le nom japonais de Saturne. Ce kanji signifie terre. Les deux kanji de Tomoe signifient terre et germination. Son lien au dieu Saturne se trouve dans ce second kanji et symbolise l'essence de son pouvoir, la renaissance.

## Symbolique
Dans la série, elle joue un rôle transgressif et essentiel, remettant en question les notions de faiblesse féminine en se sacrifiant pour détruire des menaces cosmiques, comme le démon Pharoah 90. Saturn choisit de se laisser aspirer dans sa dimension, se sacrifiant volontairement pour sauver l’univers.
Sailor Saturn incarne le concept de la fille dangereuse, souvent associé aux récits de sorcières dans la culture japonaise. À travers ses sacrifices et sa puissance destructrice, elle protège et élève ses alliées, tout en incarnant un équilibre subtil entre la terreur qu’elle inspire et l’espoir qu’elle apporte. Par son rôle unique dans Sailor Moon, elle défie les attentes traditionnelles envers les jeunes filles dans les récits fantastiques, devenant un personnage clé de la série. L'introduction du personnage de Sailor Saturn est considéré comme l'une des thématiques plus adulte que la série propose dans son évolution.
Elle incarne également le thème de la famille au sein de Sailor Moon, que ce soit par ses origines complexes ou la découverte d'une nouvelle famille en devenant si proche de Chibi Bunny, la fille de Sailor Moon et Tuxedo Mask, que ces derniers finissent par l'adopter. 
Dans l'étude des archétypes du manga, Sailor Saturn est régulièrement considérée comme une des potentielles origines de l'émergence du terme Moe (pour Tomoe), car elle évoque une très importante force d'attraction auprès du public lorsqu'elle est dans son rôle d'enfant en tant qu'Hotaru Tomoe,.

## Pouvoirs magiques
Sailor Saturn possède la capacité unique de renaître, ce qui est représenté dans l’histoire lorsqu’elle redevient une enfant après une grande bataille. Cependant, lorsqu’elle est nécessaire, elle peut accélérer sa croissance pour retrouver son âge adulte et ses pleins pouvoirs. Elle renforce également ses alliées en leur conférant des transformations et des capacités supérieures. Ses pouvoirs, influencés par la mythologie romaine où Saturne est le dieu de la moisson, reflètent son rôle en tant que destructrice et protectrice. Sa transformation en Sailor Saturn est rarement montrée dans la série, renforçant son aura mystérieuse et redoutable.
L'arme dont elle tire une partie de son pouvoir est si puissance qu'elle est en mesure de détruire une planète en un instant, mais si elle utilise le potentiel de cet arme à son maximum, elle en meurt. Cela se produira dans la série et Sailor Moon utilisera ses pouvoirs pour la sauver de la mort.

## Interprétations

### Dessins animés
|                                     | Voix japonaise | Voix française  |
| ----------------------------------- | -------------- | --------------- |
| Sailor Moon, saison 3               | Yūko Minaguchi | Agnès Gribe     |
| Sailor Moon, saison 5               | Yūko Minaguchi | Caroline Combes |
| Pretty Guardian Sailor Moon Crystal | Yukiyo Fujii   | Cécile Vigne    |
| Sailor Moon Eternal                 | Yukiyo Fujii   | Cécile Vigne    |

### Comédies musicales
- Keiko Takeda

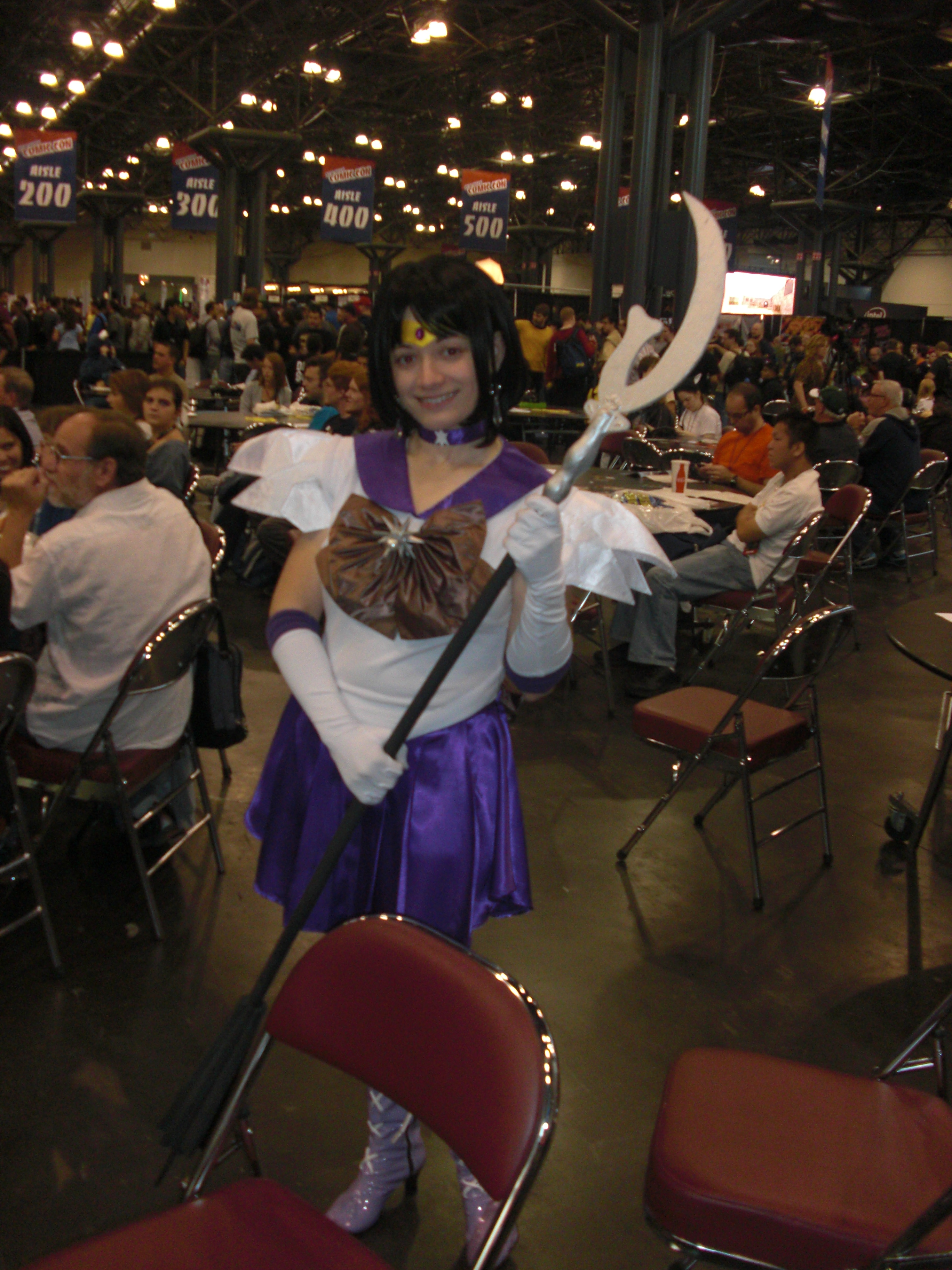
Cosplay de Sailor Saturn.

  - Sailor Moon SuperS - (Kaiteiban) Yume Senshi - Ai - Eien ni... Saturn Fukkatsu Hen (1996)
  - Sailor Moon Sailor Stars (1996)
  - Sailor Moon Sailor Stars (Kaiteiban) (1997)
  - Eien Densetsu (Kaiteiban) - The Final First Stage (1998)
- Chihiro Imai
  - Eien Densetsu (1997)
- Asami Sanpei
  - Shin Densetsu Kourin (1998)
- Mao Mita
  - Kaguya Shima Densetsu (1999)
  - Kaguya Shima Densetsu (Kaiteiban) Natsuyasumi! Houseki Tankentai (1999)
  - Shin / Henshin - Super Senshi e no Michi - Last Dracul Jokyoku (2000)
- Mario Tomioka
  - Kessen / Transylvania no Mori - Shin Toujou! Chibi Moon wo Mamoru Senshi-tachi (2000)
  - Kessen / Transylvania no Mori (Kaiteiban) - Saikyou no Kataki Dark Cain no Nazo (2001)
  - Last Dracul Saishuu Shou - Chou Wakusei Death Vulcan no Fuuin (2000)
- Ayami Kakiuchi
  - Tanjou! Ankoku no Princess Black Lady (2001)
  - Tanjou! Ankoku no Princess Black Lady (Kaiteiban) - Wakusei Nemesis no Nazo (2001)
  - 10th Anniversary Festival - Ai no Sanctuary (2002)
- Ruria Nakamura
  - Mugen Gakuen - Mistress Labyrinth (2002)
  - Mugen Gakuen - Mistress Labyrinth (Kaiteiban) (2003)
- Yui Iizuka
  - Starlights - Ryuusei Densetsu (2003)
  - Kakyuu-Ouhi Kourin - The Second Stage Final (2004)
- Eriko Funakoshi
  - Shin Kaguya Shima Densetsu (2004)
  - Shin Kaguya Shima Densetsu (Kaiteiban) - Marinamoon Final (2005)
- Karin Takahashi
  - Un Nouveau Voyage (2015)
  - Amour Eternal (2016-2017)
- Mirai
  - Le Mouvement Final (2017)
- Yuuka Ide
  - Kaguya-hime no Koibito (2021)
  - 30th Anniversary Musical Festival -Chronicle- (2022)

## Nom en différentes langues
Note : la plupart des adaptations de la réédition du manga de 2003 reprennent les noms originaux japonais.
- Corée du Sud : Koko (코코) / Sailor Saturn
- Espagne : Andrea Tomoe / Guerrero Saturno
- États-Unis : Hotaru / Sailor Saturn
- France : Olivia Williams (1ére édition du manga et dessin animé de 1992) / Sailor Saturne
- Hong Kong : Domoe Firefly(土萌螢) / Sailor Saturn
- Taïwan : Domoe Firefly(土萌螢) / Saturn Fairy(土星仙子)(animé), Sailor Saturn(水手土星)(manga)
- Italie: Ottavia Tomoe / Sailor Saturn
- Portugal : Octávia Tomoe / Navegante de Saturno